# Blepharodon magualidae
Blepharodon magualidae är en oleanderväxtart som beskrevs av G. Morillo. Blepharodon magualidae ingår i släktet Blepharodon och familjen oleanderväxter. Inga underarter finns listade i Catalogue of Life.